# Irena Szwalm
Irena Szwalm (ur. 23 lutego 1898 w Łodzi, zm. 29 marca 1975 w Łodzi) – nauczycielka geografii, działacz krajoznawczy, łódzka regionalistka, działacz PTTK.

## Nauka i studia
Ukończyła z wyróżnieniem prywatną średnią Szkołę Handlową Lucyny Siennickiej w Łodzi. Pragnęła zostać nauczycielką, dlatego wstąpiła do Miejskiego Seminarium Nauczycielskiego im. Ewarysta Estkowskiego w Łodzi, które ukończyła w 1919. W 1929 ukończyła roczny Wyższy Kurs Nauczycielski w Warszawie w grupie przyrodniczo-geograficznej. W latach 1945–1951 studiowała geografię na Uniwersytecie Łódzkim i 23 maja 1951 uzyskała magisterium z geografii na podstawie pracy magisterskiej nt. Położenie geograficzne miasta Zgierza.

## Praca nauczycielska
Po uzyskaniu dyplomu pracowała jako nauczycielka w kilku łódzkich szkołach: od 1 września 1919 w Publicznej Szkole Powszechnej nr 44 w Łodzi, a od 1 września 1923 do 31 sierpnia 1931 w Miejskiej Szkole Pracy, która początkowo miała charakter szkoły eksperymentalnej, a później została przekształcona w Szkołę Ćwiczeń przy Miejskim Seminarium Nauczycielskim im. Anieli Szycówny. W latach 1931–1937 pracowała w Publicznej Szkole Powszechnej nr 3 i Publicznej Szkole Powszechnej nr 57 w Łodzi. Od 1937 do końca 1939 pracowała jako nauczycielka Szkoły Ćwiczeń przy Państwowym Pedagogium w Łodzi.
Po zamknięciu przez okupanta niemieckiego polskich szkół (pod koniec 1939) przeniosła się do Generalnego Gubernatorstwa, gdzie od 1941 do 1945 pracowała jako nauczycielka szkoły powszechnej we wsi Wągry, pow. Brzeziny. Prowadziła również tajne nauczanie dzieci, młodzieży i dorosłych.
Po wyzwoleniu wróciła do Łodzi i od 6 lutego 1945 była znów nauczycielką Szkoły Ćwiczeń przy Państwowym Pedagogium, a od 1 września 1945 wykładała geografię i biologię w Gimnazjum przy tej uczelni. Po przekształceniu Gimnazjum w Kursy Przygotowawcze i Wstępne do Wyższej Szkoły Pedagogicznej pracowała w charakterze nauczycielki geografii, uczęszczając jednocześnie na wykłady uniwersyteckie. Po likwidacji Kursów w 1948 przeniosła się na etat nauczycielski w Państwowym Liceum Pedagogicznym w Zgierzu, w którym pracowała do 1956. Następnie w III Liceum Ogólnokształcącym i Szkole Podstawowej TPD w Łodzi, przekształconej wkrótce w III Liceum Ogólnokształcące im. Tadeusza Kościuszki w Łodzi pracowała do przejścia na emeryturę w 1960 i w tej szkole pracowała jeszcze w wymiarze pół etatu do 1965, a później – w niepełnym wymiarze godzin – jako instruktor w Szkolnym Wojewódzkim Ośrodku Krajoznawczo-Turystycznym.
21 października 1952 została powołana przez Wydział Oświaty w Zgierzu na kierownika międzyszkolnych zespołów geografii. Ukończyła szereg kursów wakacyjnych dla nauczycieli geografii.

## Działalność pozaszkolna, krajoznawcza
Od 1919 była członkiem Związku Nauczycielstwa Polskiego. Od 1946 była czynnym członkiem Łódzkiego Oddziału Polskiego Towarzystwa Geograficznego, działała też w PTSM. Do PTK wstąpiła w latach międzywojennych, a od 1951 (po połączeniu PTT i PTK w PTTK) była członkiem PTTK. W latach 1951–1970 była przewodniczącą i wiceprzewodniczącą Komisji Krajoznawczej Łódzkiego Oddziału PTTK.
Wspólnie z Teofilem Katrą i Janiną Gemel prowadziła inwentaryzację krajoznawczą powiatu łódzkiego. Ponadto opracowywała monografie krajoznawcze wybranych miejscowości i terenów dla użytku wycieczek szkolnych. Ostatnią, ukończoną krótko przed śmiercią pracą, była monografia powiatu wieluńskiego.
W czasie swej aktywności zawodowej prowadziła wiele imprez turystycznych i krajoznawczych dla młodzieży, organizowała konkursy krajoznawcze, konkursy wiedzy o zabytkach regionu łódzkiego i Łodzi, przygotowywała młodzież i nauczycieli do udziału w turniejach. Była zapalonym krajoznawcą.
Układała wzorcowe trasy wycieczek pieszych i autokarowych m.in. słynną wycieczkę autokarową na trasie Łódź – Piotrków Trybunalski – Przedbórz – Chełmo – Radomsko – Kobiele – Wielgomłyny – Gidle – Ewina – Łódź, 309 km.
W lipcu 1970 w Biuletynie PTTK Okręgu Łódzkiego ukazał się artykuł jej autorstwa Góra św. Genowefy.
Przed śmiercią poleciła przekazać swą bibliotekę krajoznawczą do SWOKT-u. Zmarła po krótkiej chorobie 29 marca 1975. Spoczywa na Starym Cmentarzu przy ul. Ogrodowej w Łodzi. Po jej śmierci ukazał się artykuł wspomnieniowy w czerwcowym numerze 1975 r. Biuletynu PTTK Okręgu Łódzkiego (obecnym „Wędrowniku”).
Siostra Bronisława Szwalma. Szwagierka Haliny Szwalm.

## Odznaczenia
- Złota Odznaka „Zasłużony Działacz Turystyki”,
- Złota Honorowa Odznaka PTTK,
- Złota Odznaka PTSM,
- Honorowa Odznaka Miasta Łodzi,
- odznaczenia związkowe ZNP i inne.